# Yevhen Chtcherban
Yevhen Oleksandrovytch Chtcherban (en ukrainien : Євген Олександрович Щербань ; né le 18 janvier 1946 à Kostiantynivka - mort le 3 novembre 1996 à Donetsk) est un homme d'affaires et un homme politique ukrainien. Il meurt assassiné en 1996.

## Biographie

### Carrière
Au milieu des années 1990, Yevhen Chtcherban est l'un des hommes les plus riches d'Ukraine et un membre influent du Parlement, où il représente le Parti libéral d'Ukraine. Il est également soupçonné de faire partie d'organisations criminelles en Ukraine. Il est le propriétaire de la société financière Aton Corporation, et est impliqué dans le commerce du gaz naturel.

### Assassinat et enquête
Le 3 novembre 1996, Chtcherban, son épouse et son fils atterrissent à Donetsk. À leur descente de l'avion de la compagnie Donbas Airlines, lui et sa femme sont abattus sur le tarmac, par des hommes se faisant passer pour des officiers de police. Un technicien de la compagnie aérienne est également tué, son fils, qui parvient à se cacher, est blessé. Le couple est enterré à Donetsk.
Les enquêteurs ont affirmé que le meurtre avait pour objectif d'éliminer un concurrent pour le contrôle de l'industrie du gaz en Ukraine.
En 2002, huit hommes sont arrêtés et jugés pour le meurtre. Tous sont reconnus coupables, et trois sont condamnés à la prison à vie. Les anciens Premiers ministres Pavlo Lazarenko et Ioulia Tymochenko seraient impliqués dans le meurtre de Chtcherban, et font l'objet d'une enquête depuis octobre 2011,. En juin 2012, le parquet de Kiev annonce qu'Ioulia Tymochenko va être inculpée pour ce meurtre. Selon le procureur adjoint Renat Kouzmine, la société de la victime était en concurrence avec les Systèmes énergétiques unis d'Ukraine (uk) que dirigeait la prévenue, et il existe suffisamment de preuves pour l'inculper.